# Eleição presidencial de Timor-Leste de 2017
A eleição presidencial timorense de 2017 foi realizada em volta única, em 20 de março. Foi a 4ª eleição presidencial do país após a independência em 2002 e a primeira eleição organizada autonomamente por Díli.
O candidato Francisco Guterres (FRETILIN) foi eleito com 57.1% dos votos.

## Contexto
Observadores especularam que haveriam mudanças na estrutura de poder. A geração mais jovem tem menos ligação aos antigos heróis da luta pela independência e tem mais temas acerca de educação e emprego aos olhos. Isso às custas da FRETILIN e do Congresso Nacional para a Reconstrução de Timor-Leste (CNRT). O Facebook e outras redes que são muito populares entre a geração mais jovem tem mais impacto do que a mídia tradicional.
A FRETILIN tem seus redutos no leste do país, enquanto o CNRT nas eleições parlamentares de 2012 levou mais votos no oeste. O candidato do Partido Democrático (PD) Fernando de Araújo ganhou na eleição presidencial de 2012 no Oeste.
O presidente, Taur Matan Ruak disse em uma entrevista em dezembro de 2016, que ele não iria concorrer a um segundo mandato. Em 3 de março de 2017, ele confirmou as suspeitas anteriores de que ele havia se filiado ao recém-formado Partido da Libertação Popular (PLP), para disputar as eleições parlamentares que foram realizadas em Julho de 2017 para ser primeiro-ministro. Além disso, o ex-presidente e ex-primeiro-ministro José Ramos-Horta também recusou se candidatar, apesar dos numerosos pedidos de reeleição.
Oito candidatos concorreram nesta eleição:

## Sistema eleitoral
O Presidente de Timor-Leste é eleito usando o sistema de duas voltas.
O governo alterou em 2016, certas disposições da lei eleitoral. A idade de voto foi reduzida para 16 anos. Pela primeira vez, inclui parte dos eleitores que não viveram durante a ocupação indonésia (1975-1999). Timorenses que vivem no exterior agora têm seu direito ao voto. Para isso foi necessário o registo por parte dos eleitores, o que provocou transtornos. Os timorenses residentes na Europa tinham de comparecer à embaixada em Lisboa para inscrever-se pessoalmente, o que para muitos timorenses que residem Irlanda e o Reino Unido significaram uma longa viagem. Na Austrália, onde vicem 9.226 timorenses, os eleitores podem votar apenas nos Consulados Gerais timorenses em Sydney e Darwin. Somente 889 eleitores estão registados na Austrália.
Em março de 2017, um total de 747.000 eleitores em Timor Leste foram registados, um quinto deles na capital Díli. A este número foram acrescentados mais 1.332 eleitores residentew no exterior. 51% do eleitorado tem, de acordo com dados de 2016, entre 17 e 35 anos de idade. 33% têm entre 36 e 59 anos. 16% dos eleitores têm 60 anos ou mais. 1.370 eleitores com 16 anos foram registados em dezembro de 2016.
Os candidatos tiveram até o 5 de fevereiro de 2017 registarem ao Tribunal de Recurso de Timor-Leste. Em 16 de fevereiro, os candidatos foram, em seguida, confirmada pelo Tribunal e entre 19 e 21 de Fevereiro oficialmente anunciado pelo Secretariado Técnico de Administração Eleitoral (STAE). Um pré-requisito para a participação nas eleições são as assinaturas de 5.000 apoiantes, que a partir de cada um dos 13 municípios tiveram de obter a pelo menos 100 assinaturas.
Foram planejados 941 locais de voto em 693 Locais, para os quais 693 guardas de segurança e 9410 funcionários eleitorais foram empregados. Nacionalmente, cerca de 120 funcionários do STAE também estão activos. A campanha oficial correu de 3 a 17 de Março, a três dias antes da votação. O resultado será divulgado entre os dias 23 e 25 de Março. Objecções puderam ser apresentadas até 2 de Abril. Os limites aplicam-se a uma possível segunda volta. Observadores eleitorais internacionais da União Europeia e do International Republican Institute (IRI) são esperados.

## Candidatos
António Maher Lopes (nome de guerra: Fatuk Mutin) concorreu pelo pequeno Partido Socialista de Timor (PST) onde ocupava o cargo de vice-secretário geral. A nomeação foi feita em 2 de outubro de 2016, pelo Comité Central do Partido.
Em 26 de Outubro de 2016, José Samala-Rua Neves declarou sua candidatura como candidato independente. Em julho 2016, ele foi vice-comissário da Comissão Anti-Corrupção (CAC).

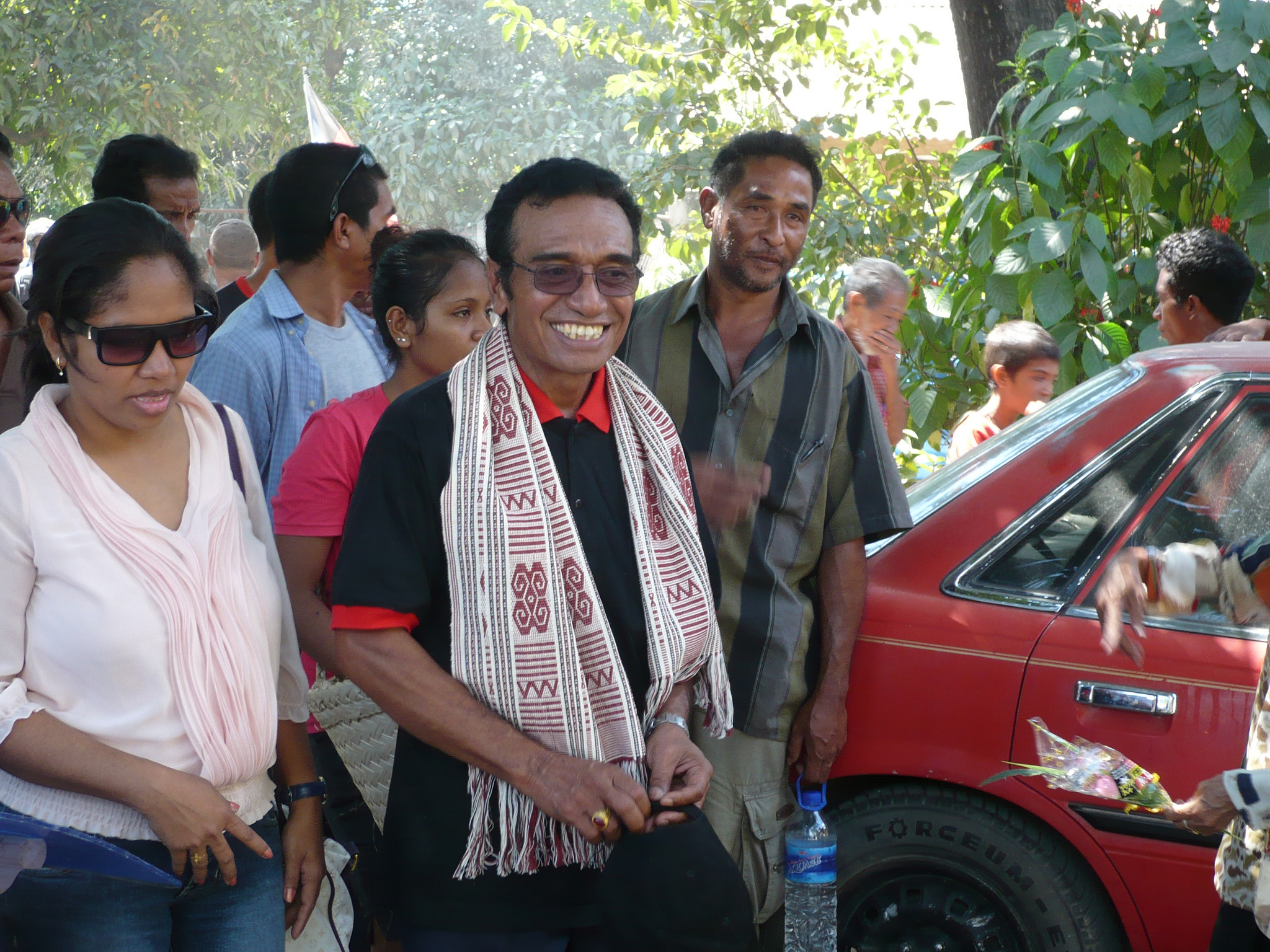
Francisco Guterres (FRETILIN).

Francisco Lú-Olo Guterres, presidente da FRETILIN, entre 2007 e 2012, pela terceira vez, concorre como candidato do seu partido. Xanana Gusmão, antigo Primeiro-Ministro, Presidente e Presidente do CNRT, declarou o seu apoio a Lú-Olo. Assim, os dois maiores partidos do país estiveram a apoiar Lú-Olo.
Pela segunda vez, depois de 2012, concorre José Luís Guterres, presidente da Frenti-Mudança (FM) e ex-ministro das Relações Exteriores, desta vez, como candidato independente.
Em 25 de Janeiro, Amorim Vieira entregou a sua candidatura como independente perante o Tribunal de Recurso. Ele vivia em Escócia, onde era filiado ao Partido Nacional Escocês, activo em East Kilbride.

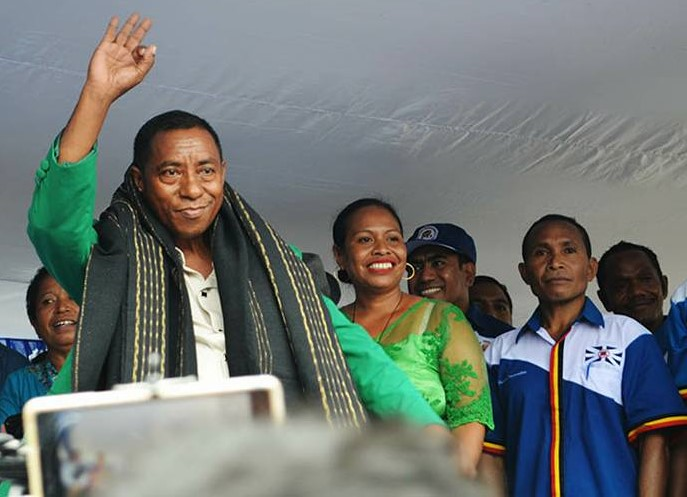
António da Conceição (PD).

Um sexto candidato António Kalohan da Conceição apresentou sua candidatura. O então Ministro de Estado e Educação concorreu o Partido Democrático (PD). Após a coalizão do governo se desfazer, Conceição, tal qual os outros membros do PD, suspendeu sua filiação partidária para garantir a estabilidade do governo. Então, ele assumiu a liderança da PD e agora foi nomeado como seu candidato. Recebeu o apoio do pequeno partido KHUNTO.
Em 1º de fevereiro Angela Freitas, a líder do Partido Trabalhista anunciou que iria candidatar-se à eleição. Em 2012, sua candidatura foi rejeitada antes da votação, porque ela não conseguiu obter 5000 assinaturas de apoiantes. Em 2007, ela havia retirado sua candidatura, devido à "situação frágil e instável" que não permitiria eleições adequadas.
Em 5 de fevereiro, Luís Alves Tilman foi o último a submeter sua candidatura. Ele era presidente da Câmera de Comércio e Indústria de Timor-Leste, localizada em Ermera, porém desconhecido do grande público.
Lú-Olo apresentou 13.000 assinaturas de apoiantes, Conceição, 9.000 e José Luís Guterres, 7.700. Seis candidatos estavam ainda em apreciação pelo STAE para que fosse analisado se eles condizem com os critérios para listas de apoio. Foram encontradas várias irregularidades com as assinaturas apresentadas, como assinaturas duplicadas, pessoas que apoiam a mais de um candidato e signatários menores. O STAE informou ao Tribunal e este exigiu apresentação de dois dias para reparos. Em 17 de fevereiro, a numeração dos oito candidatos na cédula foi anunciada pelo presidente do tribunal foi Guilhermino da Silva. Todos os oito foram autorizados a participar:
- José António de Jesus das Neves[31] (também conhecido como José Samala Rua): Independente.[32] Ele é um ex-líder guerrilheiro e foi vice-comissário da Comissão Anti-Corrupção (CAC) até Julho de 2016.
- José Luís Guterres:[33] Frenti-Mudança
- Amorim Vieira: Independente
- Luís Alves Tilman: Independente
- Francisco Guterres: Frente Revolucionária de Timor-Leste Independente (FRETILIN)
- António da Conceição:[34] Partido Democrático
- Antonio Maher Lopes: Partido Socialista de Timor (PST)
- Angela Freitas:[35] Partido Trabalhista.[36]

## Resultados
| Candidato(a)                            | Partido                                 | 1.ª volta | 1.ª volta |
| Candidato(a)                            | Partido                                 | Votos     | %         |
| --------------------------------------- | --------------------------------------- | --------- | --------- |
| Francisco Guterres                      | FRETILIN                                | 295 048   | 57,08%    |
| António da Conceição                    | PD                                      | 167 794   | 32,46%    |
| José Luís Guterres                      | FM                                      | 13 513    | 2,61%     |
| José Neves                              | Independente                            | 11 663    | 2,26%     |
| Luís Alves Tilman                       | Independente                            | 11 125    | 2,15%     |
| Antonio Maher Lopes                     | PST                                     | 9 102     | 1,76%     |
| Maria Ângela Freitas da Silva           | PT                                      | 4 353     | 0,84%     |
| Amorim Vieira                           | Independente                            | 4 283     | 0,83%     |
| Total de votos válidos                  | Total de votos válidos                  | 516 881   | 97,74%    |
| Votos inválidos/em branco               | Votos inválidos/em branco               | 11 932    | 2,26%     |
| Total de votos                          | Total de votos                          | 528 813   | 100,00%   |
|                                         |                                         |           |           |
| Eleitores registados/afluência às urnas | Eleitores registados/afluência às urnas | 743 150   | 71,2%     |
| Fonte: CNE                              |                                         |           |           |